# Głowik Vahla
Głowik Vahla, głąbik Vahla, likowal, likod Vahla (Lycodes vahlii) – gatunek ryby z rodziny węgorzycowatych (Zoarcidae)

## Występowanie
Północny Atlantyk, we wschodniej części  od Morza Barentsa do Kattegatu, w części zachodniej od Grenlandii do Nowej Fundlandii.
Ryba żyjąca nad dnem mulistym w strefie szelfu kontynentalnego, na głębokości od 65 do 500 m w temperaturze 0–3° C.

## Opis
Dorasta maksymalnie do 40 cm, przeważnie jednak do 20 cm. Ciało wydłużone, węgorzowate o okrągłym przekroju, zwężające się. Głowa mała, szeroki otwór gębowy. Ciało pokryte bardzo drobną łuską, głowa bezłuska. Płetwa grzbietowa, ogonowa i odbytowa zrośnięte w jeden fałd płetwowy. Płetwa brzuszna silnie zredukowana do postaci drobnych wypustków na podgardlu.
Ubarwienie bardzo zmienne, grzbiet przeważnie brunatny do oliwkowego, z ciemnymi rozmytymi plamami i pasami. Brzuch jasnoszary lub biały ze srebrzystym połyskiem. Płetwa grzbietowa z ciemnymi poprzecznymi pasami. 

## Odżywianie
Odżywia się drobnymi zwierzętami żyjącymi na dnie. 

## Rozród
Tarło odbywa się od lipca do października. Samice, w zależności od wielkości, składają od 30 do 90 jaj o średnicy 4,5 mm.

## Znaczenie gospodarcze
Jest ważnym źródłem pokarmu cennych dla człowieka gatunków ryb, m.in. halibuta białego, halibuta czarnego, brosmy i molwy.